# Nebalia
Nebalia är ett kräftdjurssläkte med omkring 35 arter, varav en enda art, Nebalia bipes, förekommer i svenska vatten. Nebalia hör till underklassen Phyllocarida bland storkräftorna (Malacostraca), och till den enda nu levande ordningen inom denna underklass, Leptostraca. Dessa två grupper behandlas också nedan.

## Systematik
Klassen storkräftor (Malacostraca) indelas i tre underklasser, Eucarida med lysräkor och tiofotade kräftdjur, Hoplocarida med mantisräkor, samt Phyllocarida. 
Underklassen Phyllocarida har bara en nu levande, artfattig ordning, Leptostraca. Dessutom finns två utdöda ordningar, Hymenostraca (från kambrium) och Archaeostraca.
Ordningen Leptostraca innehåller tre familjer med ca 70 arter, varav nästan hälften i släktet Nebalia.  Familjerna Nebaliopsidae och Paranebaliidae har några få arter, övriga hör till familjen Nebaliidae. I svenska vatten finns bara en art, Nebalia bipes.
På grund av de bladliknande benparen och de tvåklaffiga skalet trodde man förr att phyllocariderna var besläktade med bladfotingar (Branchiopoda). Närmare studier av filtrermekanismen har visat att denna är helt olika hos de två grupperna, så likheterna torde bero på konvergens. Andra karaktärer, t.ex. hos larverna, visar släktskapen med övriga Malacostraca.

## Byggnad

Kroppsbyggnaden hos Leptostraca, exemplifi-
erad av Nebalia bipes. 1. Antennula, 2. Rostrum, 3. Carapax, 4. Abdomen, 5. Furca, 6. Telson, 7. Pleopod(er), 8. Antenna, 9. Thoracopoder (täckta av Carapax), 10. Öga.

Phyllocarida kännetecknas av ett tvåklaffigt skal (carapax), vars halvor är förbundna på ryggsidan och täcker huvud, thorax och en del av bakkroppen. Skalet stängs med hjälp av en slutmuskel mellan halvorna. Mellankroppen har åtta benpar (pereopoder) som är bladformiga, och bakkroppen har sex par simfötter (pleopoder). Bakkroppen har sju segment till skillnad från de flesta andra kräftdjur. Huvudet har ett par skaftade komplexögon och två par antenner.

## Ekologi
Phyllocarider finns i alla världshav. De flesta arterna lever på havsbotten där de föredrar mjukbottnar med slam. De finns från tidvattenszonen till djuphavet. Endast en art, Nebaliopsis typica, är pelagisk. De filtrerar näring från slammet. Filtreringsmekanismen har visats vara unik: en bakåtriktad vattenström innanför carapax alstras av extremiteterna. 
De har gälar på thoraxbenen, men tar även upp syre via en membran på insidan av carapax. Äggen kläcks innanför moderns carapax och larverna, som liknar de vuxna men saknar utvecklad sköld, lever första tiden där.

## Nebalia
Släktet Nebalia har ca 35 arter. Nebalia bipes lever i kustnära vatten på 5-60 m djup, där den kan vara vanlig under stenar och i multnande material. Den är omkring 1 cm lång, gulaktig och har ett tunt skal. Den förekommer i Nordatlanten från Norge till Nordamerika och söderut till Medelhavet. I Sverige finns den längs västkusten från Göteborgstrakten norrut. Den utgör viktig föda för vitling.